# Xanthesma vittata
Xanthesma vittata är en biart som beskrevs av Exley 1969. Xanthesma vittata ingår i släktet Xanthesma och familjen korttungebin. Inga underarter finns listade i Catalogue of Life.

## Bildgalleri

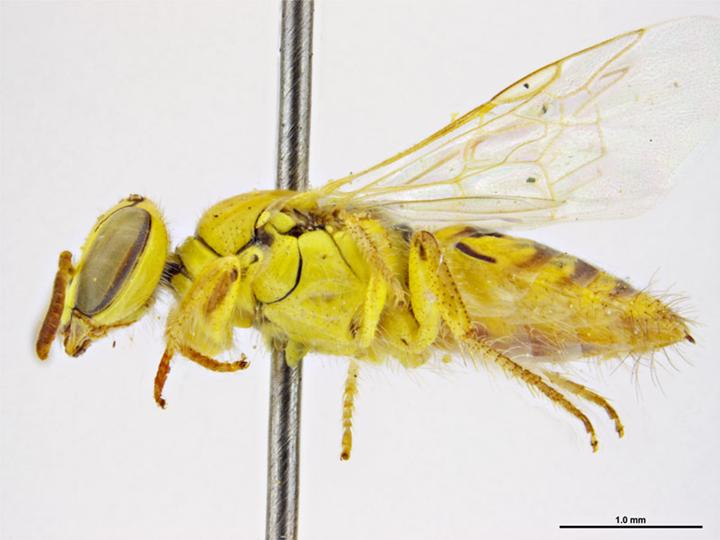
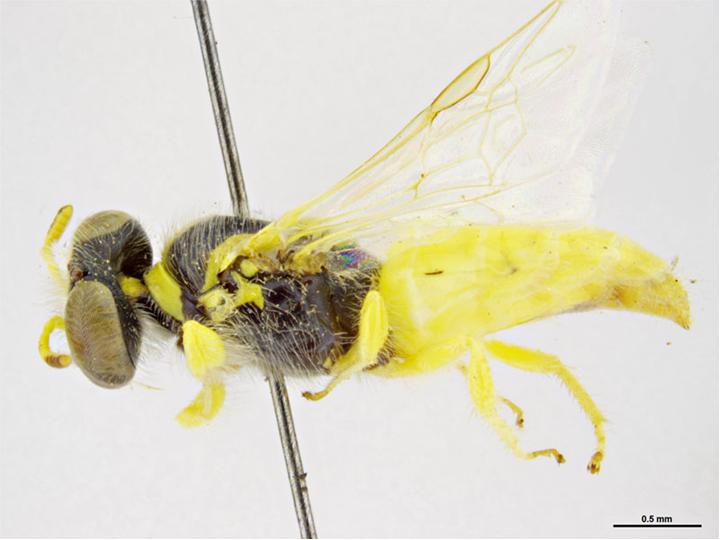